# Subkultura młodzieżowa
Subkultura młodzieżowa – nazwa grupy młodzieżowej, w której normy obyczajowe, zasady postępowania, ubiór, odbiegają od norm reszty społeczeństwa.

## Przykłady
Przykładami grup subkulturowych są:
- skate
- emo
- hipisi
- metalowcy
- goci
- depesze
- rockersi
- modsi
- punki
- skinheadzi
- kpop
- furry